# Шедьовър
Шедьовър (на френски: chef-d'œuvre, буквално – произведение от висока класа, висша работа, работа на майстор) е уникално, непреходно и изключително произведение на изкуството, в което са вложени оригинална мисъл, талант и творчество. То е висше достижение на изкуството и майсторството. Това е творение, което е получило изключително добър прием от критиката и публиката и обикновено е най-добрата работа на един творец, която увенчава неговата кариера.
Някои от класическите примери за шедьоври са:
- Мона Лиза на Леонардо да Винчи
- Давид на Микеланджело
- Герника на Пабло Пикасо
- Хамлет на Уилям Шекспир

и много други.
Кое произведение на изкуството ще бъде обявено за шедьовър зависи от културата и традициите. Така например, някои филми от епохата на нямото кино се считат за шедьоври от специалистите, но това мнение не се споделя от широката публика. Много често някои гениални творби са трудно разбираеми от неспециалисти. Също така понякога шедьоври на изкуството биват признати за такива едва след смъртта на твореца.